# Régis (football)
Pour les articles homonymes, voir Régis et Silva.
Régis dos Santos Silva, plus communément appelé Régis est un footballeur brésilien né le 20 novembre 1989 à São Paulo. Il évolue au poste de milieu défensif.